# Jettenburg
Jettenburg is een plaats in de Duitse gemeente Kusterdingen, deelstaat Baden-Württemberg, en telt 1111 inwoners.

## Geboren
- Theodor Werner (1886-1969), schilder